# Vai (EP)
Vai è l'EP di debutto del cantautore italiano Luca Napolitano, pubblicato il 10 aprile 2009 dalla Warner Music.

## Il disco
Questo lavoro discografico è stato prodotto da Mario Lavezzi. Tra gli autori figurano lo stesso Luca Napolitano (Vai e Mi manchi) e Gigi D'Alessio (Da quando ti conosco). Il disco comprende le partecipazioni di Frankie hi-nrg mc per il brano Mi manchi e del bassista Alfredo Paixao nei brani Forse forse, Bella come sei e Tienimi presente. Gli arrangiamenti sono curati da Nicolò Fragile e Pino Perris.
Dall'ep, certificato disco d'oro per avere venduto oltre 30 000 copie, tre sono i singoli estratti: Forse forse uscito in radio il 27 marzo 2009, Vai, il 10 aprile 2009 e Da quando ti conosco, il 10 luglio 2009.
Il disco è risultato il 61º album più venduto in Italia nel 2009.
Le tracce Vai e I Confess erano state già inserite nell'album Scialla, compilation dell'ottava edizione di Amici.
Le altre sono gli inediti dell'album.

## Tracce
1. Forse forse – 3:37 (Roberto Pacco, Lorenzo Imerico, Alfredo Paixao)
2. Vai – 3:10 (Luca Napolitano)
3. Bella come sei – 3:51 (testo: Federica Camba e Daniele Coro – musica: Diego Calvetti)
4. I Confess – 4:02 (Salvatore Esposito)
5. Mi manchi – 3:51 (Frankie hi-nrg mc, Luca Napolitano)
6. Tienimi presente – 5:23 (Alfredo Paixao)
7. Da quando ti conosco – 4:12 (Gigi D'Alessio)

## Classifiche
| Classifica (2009) | Posizione massima |
| ----------------- | ----------------- |
| Italia            | 5                 |

### Classifiche di fine anno
| Classifica (2009) | Posizione |
| ----------------- | --------- |
| Italia            | 61        |